# Vasilij Ivanavič Kazloŭ
Vasilij Ivanavič Kazloŭ (tiếng Belarus: Васіль Іванавіч Казлоў; tiếng Nga: Василий Иванович Козлов; 18 tháng 2 năm 1903 – 2 tháng 12 năm 1967) là chính khách và đảng viên người Belarus thời Liên Xô, nhận danh hiệu Anh hùng Liên Xô năm 1942.

## Thiếu thời
Kazloŭ sinh ra trong một gia đình nông dân ở làng Zagorodnie. Năm 1919, Kazloŭ bắt đầu làm thợ cơ khí ở thị trấn Žlobin. Năm 1925, ông thực hiện nghĩa vụ quân sự bắt buộc 2 năm trong Hồng quân. Năm 1927, ông gia nhập Đảng Cộng sản Liên minh. Năm 1929-1933, Kazloŭ theo học Đại học Quốc gia Minsk. Sau khi tốt nghiệp, ông làm công tác tổ chức đảng ở Kolkhoz trong một năm. Năm 1934, Kazloŭ làm giám đốc Trạm máy kéo và máy công cụ Starobin, đặt tại Salihorsk. Năm 1937, ông được bổ nhiệm làm Bí thư thứ nhất chi bộ Starobin. Một năm sau, ông trở thành Bí thư thứ nhất huyện Chervyen. Năm 1940, ông giữ chứ Phó Chủ tịch Hội đồng Dân ủy Nga Xô tại Byelorussia. Tháng 4 năm 1941, Kazloŭ được bổ nhiệm làm Bí thư thứ nhì chi bộ tỉnh Minsk.

## Thế chiến II
Ngày 26 tháng 6 năm 1941, Đức chiếm Minsk. Kazloŭ vẫn hoạt động trong vùng chiếm đóng và được bổ nhiệm làm lãnh đạo Đảng Cộng sản ngầm tại Voblast vào tháng 7. Ông tiếp tục lãnh đạo du kích cho đến khi Đức rút bỏ. Giữa năm 1942, lực lượng dưới quyền Kazloŭ khoảng 50.000 quân. Tháng 9, ông tới Moskva để báo cáo về tình hình Byelorussia và được phong danh hiệu Anh hùng Liên Xô. Ngày 16 tháng 9 năm 1943, ông được phong hàm Thiếu tướng cho công trạng chỉ huy lực lượng du kích lớn nhất nước cộng hòa. Tháng 7 năm 1944, Hồng quân giải phóng Minsk. Kazloŭ tiếp tục giữ chức Chủ tịch ủy ban Đảng Cộng sản Minsk Voblast thêm 4 năm.

## Hậu chiến
Ngày 12 tháng 3 năm 1947, Kazloŭ được bầu làm Chủ tịch Xô viết Tối cao Byelorussia và giữ chức cho đến ngày 17 tháng 3 năm 1948. Sau đó, ông tiếp tục là Chủ tịch Đoàn Chủ tịch Xô viết Tối cao Byelorussia, và đương chức đến khi qua đời. Ngoài ra, ông còn là ứng viên Ban Chấp hành Trung ương Đảng Cộng sản Liên Xô kỳ 20, 21 và 22, từ 25 tháng 2 năm 1956 đến 29 tháng 3 năm 1966. Ngày 8 tháng 4 năm 1966, không lâu trước khi qua đời, ông mới được chấp nhận làm ủy viên chính thức. Kazloŭ được an táng tại Nghĩa trang phía Đông thành phố Minsk.

## Danh hiệu và khen thưởng
- Anh hùng Liên Xô
- Huân chương Lenin, 5 lần (kể cả năm 1942)
- Huân chương Cờ đỏ (1953)
- Huân chương Cờ đỏ Lao động
- Huân chương Vệ quốc hạng Nhất, 2 lần.